# 1537 Transylvania
Az 1537 Transylvania kisbolygó (korábban 1940 QA) a kisbolygó övben keringő kisbolygó, melyet 1940. augusztus 27-én fedezett föl Strommer Gyula Budapesten. Hosszú időre elveszett, majd Kristensen L. K. több más kisbolygóval együtt ismét megtalálta 1981-ben. Átmérője 13,78 km.

## Külső hivatkozások
- Az 1537 Transylvania kisbolygó a JPL Small-Body Database adatbázisában